# Чиптјун
Чиптјун (енгл. chiptune), такође позната и као чиповска (енгл. chip music) или осмобитна музика (енгл. 8-bit music), јесте музика рађена тако да су сви звукови синтетизовани у реалном времену помоћу рачунара или видео конзола уместо семпловања. Златно доба ове врсте музике било је од касних 1970их до средине 1990их година. Тада су чипови били најчешћа метода прављења музике и звукова помоћу рачунара.
Аркадне игре које користе музичке чипове биле су популарне између почетка 1980-их и средине 1990-их. Такви играчки системи укључују ретро компјутере, као што су Комодор 64, Амига, NEC-PC 88, Атари, Нинтендо ентертејнмент систем (НЕС) и други. Сам чип је облика квадрата или троугла.